# Macauley Chrisantus
Macauley Chrisantus (født 20. august 1990) er en nigeriansk fodboldspiller, der spiller som angriber fra den spanske klub UB Conquense, der spiller i den fjerde højeste spanske liga, Tercera División. 
Han har tidligere haft kontrakt i den tyske Bundesligaklub Hamburger SV. Chrisantus deltog i 2007 ved U17 VM for Nigeria. Her blev han topscorer med 7 mål og blev kåret til den næstbedste spiller i turneringen efter Toni Kroos.